# 100 ألف جنيه (فلم)
100 ألف جنيه هو فيلم مصري من إخراج توجو مزراحي وبطولة علي الكسار، حسن صالح، زوزو لبيب، زكي إبراهيم، أحمد الحداد وأمينة محمد، عرض الفيلم في فبراير 1936 بسينما النهضة.

## نبذه
مات شخص وترك ثروة كبيرة وأوصى أن توزع بين سوري، وعم عثمان بشرط أن الأعزب منهما يتزوج فتاة جميلة صغيرة في مدة خمسة عشر يومًا من وفاة المورث، فسوري يدعي أنه أعزب ثم يحدث التنافس بينهما حتى ينكشف الأمر ، ويرث عم عثمان الثروة كلها، ويتزوج من الفتاة التي يحبها.

## طاقم العمل
- علي الكسار بدور عثمان عبد الباسط
- حسن صالح بدور السوري عزوز
- زوزو لبيب بدور ياسمينة
- زكي إبراهيم بدور مصطفى بك
- أحمد الحداد بدور سكرتير عثمان
- أمينة محمد بدور مندوبة الجمعية الخيرية

## وصلات خارجية
- 100 ألف جنيه على موقع قاعدة بيانات الأفلام العربية